# Zdenĕkita
La zdenĕkita es un mineral de la clase de los arseniatos, un arseniato hidratado de cobre, plomo y sodio, con aniones cloruro. Fue descrita como una nueva especie a partir del estudio de ejemplares encontrados en las minas de Cap Garonne, en la comuna de Le Pradet,   departamento de Var (Francia), que consecuentemente es su localidad tipo. El nombre es un homenaje al Dr. Zdenĕk Johan (1935-2016), que fue directos de asuntos científicos en el Bureau de Recherches Géologiques et Minières de Francia y vicepresidente de la Asociación Mineralógica Internacional.

## Propiedades físicas y químicas
La zdenĕkita es un arseniato que pertenece al grupo de la lavendulana. Se encuentra como microcristales laminares de un tamaño máximo de una décima de milímetro, o como esferulitos de unas cuantas décimas. Además de los elementos de la fórmula, contiene pequeñas cantidades de calcio. Se forma por alteración de tennantita o por reacción con el agua de mar de antiguas escorias metalúrgicas.

## Yacimientos
La zdenĕkita es un mineral muy raro, conocido hasta el momento solamente en cuatro localidades en el mundo, la localidad tipo, la mina de Cap Garonne, en Francia, conocida mundialmente por su variada paragénesis mineral, que hace que sea la localidad tipo para doce especies, las minas Hilario, y Km-3, en Laurium, Ática (Grecia) y la mina de Broken Hill, en Nueva Gales del Sur (Australia).